# Ormetica interrupta
Ormetica interrupta är en fjärilsart som beskrevs av Gottfried Christian Reich 1938. Ormetica interrupta ingår i släktet Ormetica och familjen björnspinnare. Inga underarter finns listade i Catalogue of Life.